# Maines flagga
Maines flagga antogs 16 juni 1909. I mitten syns delstatens vapen, en älg under en gran, antaget 1820, då Maine blev en amerikansk delstat. Vapnets sköldhållare är en bonde och en sjöman. Ovanför skölden står delstatens motto: Dirigo ("jag leder").